# Hans Jørgen Lysglimt Johansen
Hans Jørgen Lysglimt Johansen, född 13 september 1971 i Fredrikstad, Norge, är en norsk civilekonom och politiker, som är grundare och partiledare till det högerextrema partiet Alliansen - Alternativ for Norge. Han är känd för sin nazistiska retorik, som består av rasistiska och antisemitiska uttalanden. 

## Bakgrund
Johansen har en civilekonomexamen från Lunds universitet i Sverige, där han studerade mellan 1990 och 1996. Efter universitetsstudierna flyttade Johansen till Filippinerna där han arbetade inom gruvindustrin fram till 1997. Johansen var under sina ungdomsår aktiv i Fremskrittspartiet där han var aktiv fram till år 2000 då han valde att gå med som en av ledarna i FRIdemokratene som bildats efter en splittring från Fremskrittspartiet år 1994. Han var ledare i FRIdemokratene fram till 2003.

## Politisk karriär
Johansen arbetade 2003 som skribent på den norska tidskriften Farmand. Johansen gick år 2013 med i Piratpartiet (Norge) där han var aktiv fram till 2016. 
I november 2016 grundade han det nationalistiska partiet, Alliansen - Alternativ for Norge. Han grundade partiet 2 veckor efter Donald Trumps valsesger i presidentvalet i USA 2016 då Johansen var en stark Trump-anhängare. Johansen uttryckte även stöd för Marine Le Pen i Frankrike inför presidentvalet i Frankrike 2017. 
I oktober 2018 valde han att lägga ner projektet om Alliansen och gick istället med i Kristelig Folkeparti och deras lokalavdelning i Nordstrand, Oslo. Hans kommentar till inträdet i Kristelig Folkeparti var, "Jag gör det för att jag vill hjälpa till att skapa en motkraft till vad som kan vara en mobilisering på vänsterkanten". Han uteslöts ur Kristelig Folkeparti i december 2018 efter att han lagt upp på twitter att han förnekar förintelsen. Twitter-inlägget förklarades som antisemitiskt av bland annat journalisten Hege Storhaug. Johansen valde efter uteslutningen att återvända till Alliansen som partiledare. 
Johansen fick mycket uppmärksamhet år 2021 då bland annat stifelsen Expo upptäckt att alliansen hade bildat ett stort nynazistiskt online-nätverk, som till väldigt stor del bestod av tonåringar som spred antisemitiska och rasistiska budskap på olika online-chatt forum som bland annat Discord, Johansen deltog på flera av de här chattforumen. Samma år uppmärksammades även Johansen av bland annat Expo för en video han lagt ut på youtube där han uttryckte sig med att, "Breivik hade rätt i mycket", där han hävdar att terrorattentaten i Norge 2011 drabbades av sin egen karma. Han menade då att Arbeiderpartiet har mer blod på sina händer än Breivik. Han sa i videon "”Mycket av det som Breivik sa i sitt manifest var ju korrekt. Det har vi inte haft en ordentlig debatt om, det har vi inte haft en ordentlig uppgörelse med”, säger Johansen som menar att terrordåden inte ens förtjänar att betraktas som en detalj i Norges närhistoria". Han raljerade även över Arbetarpartiets reaktion på terrordådet och uttryckte i videon, ”Å stackars oss vi har inte gjort nått fel (…) När det får blow back på sin karma, å så hemskt”. I samma tal beskriver han norrmän som ”västliga vita ariska germaner”. Han sprider antisemitiska konspirationsteorier om en ”judisk kontrollerad manipulation” och agenda av samhället. I beskrivningen av den judiska konspirationsteorin ger Johansen även uttryck för hat mot antirasistiska organisationer och HBTQ-rörelsen, som han menar kontrolleras av judar.
Johansen har även kopplingar till Nordiska Motståndsrörelsen (NMR). I en intervju med Norska Dagbladet uppgav Johansen att det var möjligt att partiet hade överlappande anhängare till NMR, men att han själv inte hade någon relation till organisationen utöver att han uppfattade den som för aggressiv.

## Fängelsedom
Den 15 juli 2024 dömdes Johansen i Oslo tingsrätt för hets mot folkgrupp riktad mot judar, muslimer och homosexuella, samt för vårdslöst beteende. Han dömdes också för grovt bedrägeri, bland annat försäkringsbedrägeri och bedrägeri med arbetslöshetsersättning från NAV. Straffet blev sju månaders fängelse. 
Den 7 augusti 2024 överklagade han domen till Borgarting lagmannsrett (motsvarande svensk hovrätt).